# Louise Rick
Louise Rick er en fiktiv person som er skabt af krimiforfatteren Sara Blædel. Louise Rick er sammen med sin veninde journalisten Camilla Lind med til at opklare en række mord. Hver roman er en afsluttet historie, mens man følger de fiktive personers liv igennem alle bøgerne. Der er i alt udgivet 12 bøger, som er oversat og udgivet i mere end 30 lande.

## Bøger
- Grønt støv, (roman), 2004
- Kald mig prinsesse, (roman), 2005
- Kun ét liv, (roman), 2007
- Aldrig mere fri, (roman), 2008
- Hævnens Gudinde, (roman), 2009
- Dødsenglen,
- De Glemte Piger, (roman), 2011
- Dødesporet, (roman), 2013
- Kvinden de meldte savnet, (roman), 2014
- Pigen under træet, (roman) 15. november 2019[4]
- Den tavse enke, (roman) 6 november 2020[4]
- Elins død, (roman) 2 november 2022[3][4]